# Base aérienne de Ramstein
Pour les articles homonymes, voir Ramstein.
La base aérienne de Ramstein (en anglais, la « Ramstein Air Base ») est une base aérienne des forces aériennes américaines en Europe (l’USAFE) située près de la petite ville de Ramstein, dans le district de Kaiserslautern en Allemagne.

## Unités
La base qui a longtemps été l'une des principales bases de chasse de l'US Air Force, a aujourd'hui une vocation recentrée sur le transport et la logistique.
La 86th Airlift Wing est la principale unité de la base. Sa mission est la conduite d'opérations de transport aérien, de parachutage et d'évacuation médicale par air. Pour accomplir ces missions, le 86th AW est équipé de C-130E Hercules (en cours de remplacement par des C-130J en janvier 2007), C-20H, C-21, C-37 et C-40B. Le commandant du 86th AW assure le commandement de la Communauté militaire de Kaiserslautern (« Kaiserslautern Military Community » ou KMZ).
Autre grande unité de Ramstein AB, la 435th Air Base Wing assure des missions de soutien aux opérations militaires. Il assure notamment des forces rapidement déployables dans des zones d'opérations extérieures.
La 38th Combat Support Wing est responsable du contrôle administratif et opérationnel de vingt-six unités (geographically separated units ou GSU) réparties géographiquement sur l'ensemble de la zone dépendant de l’United States Air Forces in Europe (l’USAFE).
Ramstein AB est le siège du quartier général de l’USAFE et du quartier général de la composante aérienne du United States European Command (Air Command Europe) 
La base abrite également le Headquarters Allied Air Command (HQ AIRCOM) de l'OTAN.
Elle abritait jusqu'en 2007 aux alentours de 130 armes nucléaires destinées aux avions de combat.
La base joue également un rôle central pour le transfert des communications entre la Creech Air Force Base, aux États-Unis, et les drones opérant en Afghanistan et au Moyen-Orient.
Son ravitaillement en carburant aviation est assuré par le réseau d'oléoducs en Centre-Europe.

## Historique

### Les débuts
Pendant la Seconde Guerre mondiale, la Luftwaffe utilise une portion de l'autoroute, qui passe toujours près de la base actuelle, comme piste de décollage. Ce terrain improvisé est également utilisé par l'USAAF dans les derniers mois de la guerre. 
En 1951, dans le cadre de son programme massif de nouvelles bases aériennes, l'OTAN décide la construction d'une nouvelle base près du village de Ramstein. Conçue par des ingénieurs français, la base est construite pour les américains par des entreprises ouest-allemandes. Une fois les travaux terminés, en 1953, deux bases distinctes sont livrées à l’US Air Force : la base aérienne de Ramstein au nord de l'avenue Kisling et la base aérienne de Landstuhl au sud de cette avenue. Au sud-est de Spesbach, près de l'échangeur actuel No 12 de l'A6 et No 10 de l'A86, l'autoroute venant de Frankenthal se terminait alors en cul-de-sac, au moins jusqu'en 1948 selon la carte Michelin No 204. Ce cul-de-sac de l'ancienne autoroute existe encore en 2018 à 350 mètres au nord de l'autoroute actuelle. En effet l'autoroute (actuellement A6) a été déplacée au sud, pour éviter la base aérienne, lorsqu'elle a été prolongée vers Homburg et Saarbrücken. À un kilomètre au nord de l'échangeur No 13, l'échangeur ancien, placé immédiatement à l'ouest du parc commémoratif, témoigne encore de l'exiguïté des échangeurs autoroutiers construits par le régime nazi avant la seconde guerre mondiale. 
Le « Detachment 1 » de la 86th Fighter Bomber Wing quitte la base de Neubiberg Air Base pour s'installer à Landstuhl AB qui est officiellement ouverte le 5 août 1952. Landstuhl AB est la seule à posséder les attributs d'une véritable base aérienne : tour de contrôle, piste et voies de circulation, hangars pour avions, etc. La partie Nord, Ramstein AB est ouverte le 1er juin 1953. Elle abrite des quartiers généraux (celui de la 12th Air Force s'y est installé dès le 27 avril 1953) et des habitations pour les militaires et leurs familles. Le 86th Air Base Group assure les fonctions de soutien de Landstuhl, tandis que le 7030th HQ Support Group assure celles de Ramstein.

### 86th Fighter Bomber Wing

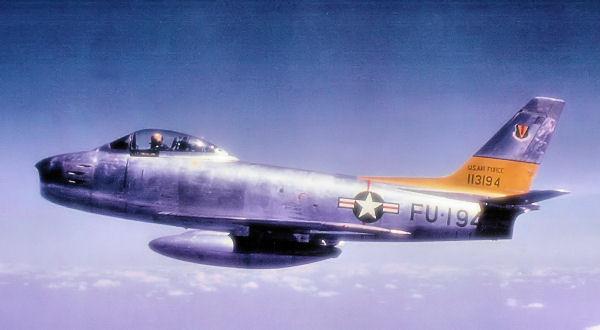
F-86F du 527th FBS.

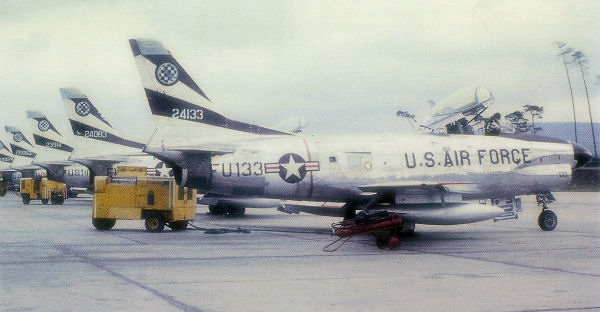
F-86D du 514th FIS.

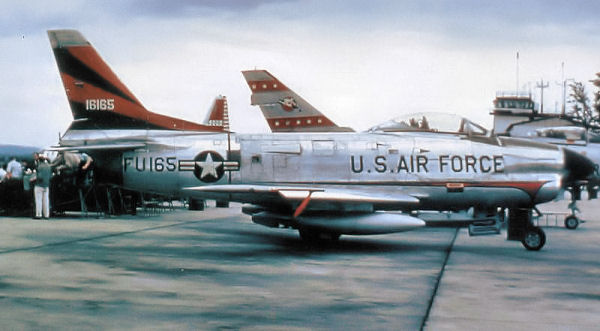
F-86D du 526th FIS.

En janvier 1953, la 86th Fighter Bomber Wing quitte Neubiberg Air Base pour s'installer à Landstuhl AB. Le 86th FBW est constitué des 526th Fighter Bomber Squadron et 527th Fighter Bomber Squadron volant sur F-84F Thunderjet. Le 86th FBW effectue sa transition sur F-86F Sabre à partir du mois d'août 1953.

### 86th Fighter Interceptor Wing
Le « 86th » abandonne sa mission d'attaque au sol et se spécialise dans l'interception en août 1954, devenant la 86th Fighter Interceptor Wing et remplaçant ses F-86F par des F-86D. Le 440th FIS de Geiger AFB (État de Washington) et le 496th FIS de Hamilton AFB (en Californie) sur F-86D arrivent à Landstuhl AB en juillet 1954. Le 527th FIS devient le 527th Fighter Day Squadron en octobre 1954, avant d'être dissout en octobre 1954. Les trois escadrons du 86th FIW assurent des alertes sur les bases de Erding Air Base (440th FIS), Hahn Air Base (496th FIS) et Landstuhl AB (526th FIS).
Le 1er décembre 1957, les deux bases de Landstuhl et de Ramstein sont regroupées et prennent l'appellation de base aérienne de Ramstein-Landstuhl. Le nom actuel de la base aérienne de Ramstein est utilisé à partir de 1958.
À la suite de la dissolution de la 406th Fighter Interceptor Wing de RAF Manston en mai 1958, ses trois escadrons sont reversés au 86th FIW et détachés sur les bases de Sembach Air Base (512th FIS), Phalsbourg-Bourscheid Air Base (513th FIS) et de Ramstein AB (514th FIS).

### 86th Air Division
En janvier 1959, le commandement de l'USAFE décide de centraliser le commandement de toutes les unités d'interception sous le 86th FIW, qui devient le 18 novembre 1960 la 86th Air Division (Defense). Six escadrons, volant sur F-102A Delta Dagger sont alors rattachés à la 86th AD :
- 32nd FIS à Soesterberg Air Base aux Pays-Bas ;
- 431st FIS à Saragosse Air Base en Espagne ;
- 496th FIS à Hahn Air Base en Allemagne de lOuest ;
- 497th FIS à Torrejon Air Base en Espagne ;
- 525th FIS à Bitburg Air Base en Allemagne de l'Ouest ;
- 526th FIS à la base aérienne de Ramstein.

Le 497th FIS effectue sa transition sur F-4C Phantom II en 1963 et après avoir pris la désignation de 497th Tactical Fighter Squadron, est transféré sur la George Air Force Base en Californie.

### La crise de Berlin
Le 13 août 1961, l'URSS commence la construction du mur de Berlin. En réponse à cette provocation soviétique, les forces de l'OTAN sont mises en alerte et l'US Air Force envoie des escadrons de réserve en Europe. Le 86th AD voit ses effectifs considérablement renforcés avec l'arrivée de deux escadrons de la Garde Nationale sur F-104A Starfighter : le 151st FIS de la Garde Nationale du Tennessee et le 197th FIS de la Garde Nationale de l'Arizona. Ces deux escadrons resteront en Europe du 1er octobre 1961 au 15 août 1962.

### 26th Tactical Reconnaissance Wing

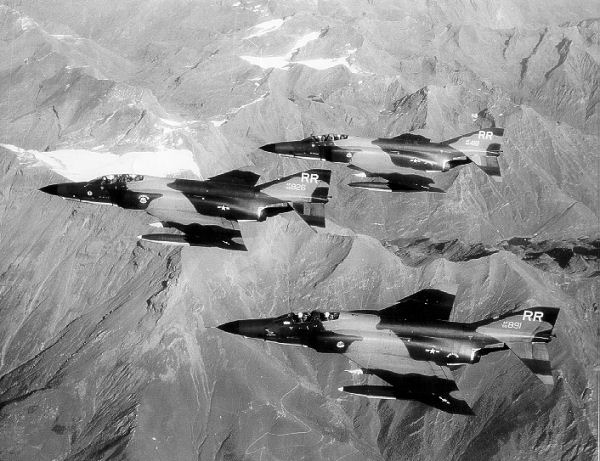
RF-4C du 38th TRS.

Le 5 octobre 1966, la 26th Tactical Reconnaissance Wing basée à Toul-Rosières Air Base (en abrégé, TRAB) s'installe à Ramstein AB. Le 26th TRW comporte le 32nd Tactical Reconnaissance Squadron (qui sera rapidement transféré à RAF Alconbury) et le 38th Tactical Reconnaissance Squadron sur RF-4C. Le 38th TRS était en fait stationné à Ramstein depuis 1962, alors qu'il faisait partie de la 66th Tactical Reconnaissance Wing et volait sur RF-101C Voodoo. Il passe sur RF-4C et est transféré au 26th TRW quand celui-ci se déplace de Toul à Ramstein. En novembre 1968, le 526th FIS qui vol toujours sur F-102A est affecté au 26th TRW. Le 1er avril 1970, le 86th AD est dissous, faisant du 26th TRW l'unité hôte de Ramstein AB. Le 526th FIS est en même temps renommé 526th Tactical Fighter Squadron et entame sa conversion sur F-4E.
Unité spécialisée dans les opérations dites spéciales, le 7th Special Operations Squadron et ses C-130E, C-47 et UH-1N, est rattaché au 26th TRW.
En 1971, des infrastructures aéroportuaires « cargo » sont construites par un détachement de la 435th Air Base Wing de Rhein-Main Air Base pour permettre au Military Airlift Command d'y faire atterrir ses C-5 Galaxy et C-141 Starlifter.

### 86th Tactical Fighter Wing

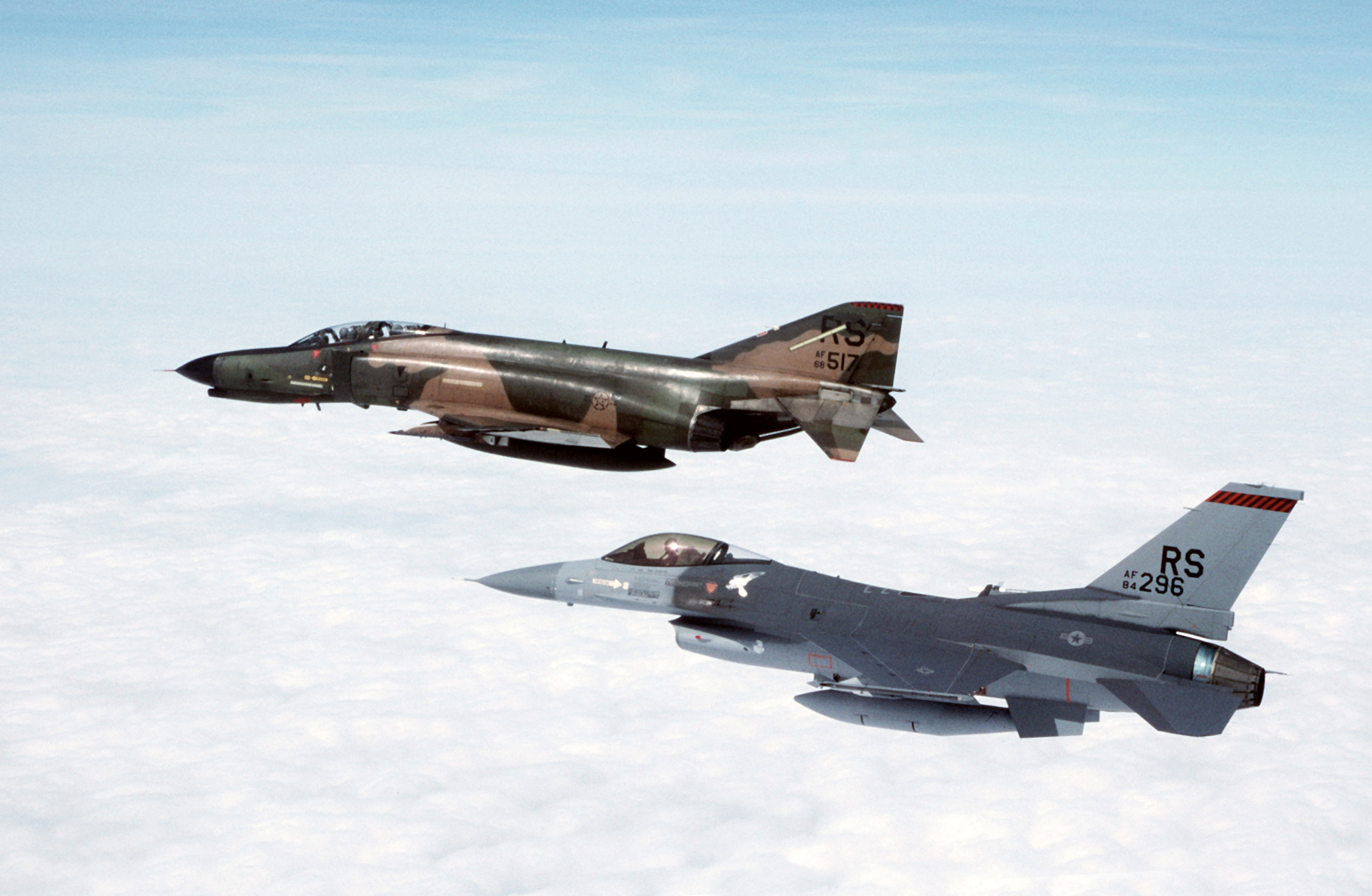
F-4E et F-16C du 86th TFW en 1991.

Le 31 janvier 1973, dans le cadre de l'opération Creek Action de réalignement et d'optimisation de ses forces, l'USAFE transfère le 26th TRW de Ramstein à Zweibrücken Air Base et la 86th Tactical Fighter Wing de Zweibrucken vers Ramstein. Le 38th TRS s'installe à Zweibrucken, le 7th SOS à Rhein-Main, tandis que le 526th TFS reste à Ramstein.
Le 14 août 1976, la 306th Strategic Wing est activée à Ramstein AB par le Strategic Air Command pour assurer des missions de ravitaillement en vol et de reconnaissance stratégique.
En 1978, le 86th TFW acquiert un deuxième escadron, le 512th Tactical Fighter Squadron.
Le 1er juillet 1978, la 306th Strategic Wing quitte l'Allemagne de l'Ouest pour s'installer sur la base de RAF Mildenhall en Angleterre. En juin 1985, la 316th Air Division est activée pour prendre le commandement des unités présentes sur la base de Ramstein. La 377th Combat Support Wing est activée pour prendre en charge le soutien logistique et administratif de la base. Le 14 juin 1985, le 512th TFS commence sa conversion sur F-16C, suivi du 526th TFS en juin 1986.

### L'attaque du 31 août 1981
La base est attaquée par un petit commando de la Fraction armée rouge, sans doute entraîné par la Stasi à l'occasion de leur passage à l'Est, qui a fait exploser une voiture piégée sur un parking à côté du quartier-général de l'USAFE. Le bilan est de dix-huit militaires américains et deux civils ouest-allemands blessés.

### L'accident du meeting d'août 1988
Le 28 août 1988, un meeting aérien sur la base de Ramstein tourne à la catastrophe lorsque trois des dix avions Aermacchi MB-339 de la patrouille acrobatique italienne des Frecce Tricolori se télescopent en vol, tuant 67 spectateurs et les trois pilotes italiens concernés, et blessant plus de 500 personnes. Cet accident est à l'origine du nom du groupe de métal industriel allemand Rammstein.

### La fin des chasseurs
Le 86th TFW devient la 86th Fighter Wing le 1er mai 1991. Le 1er juin 1992, à la suite de la dissolution de la 316th Air Division, la 377th Combat Support Wing étant intégrée dans la 86th Fighter Wing. 

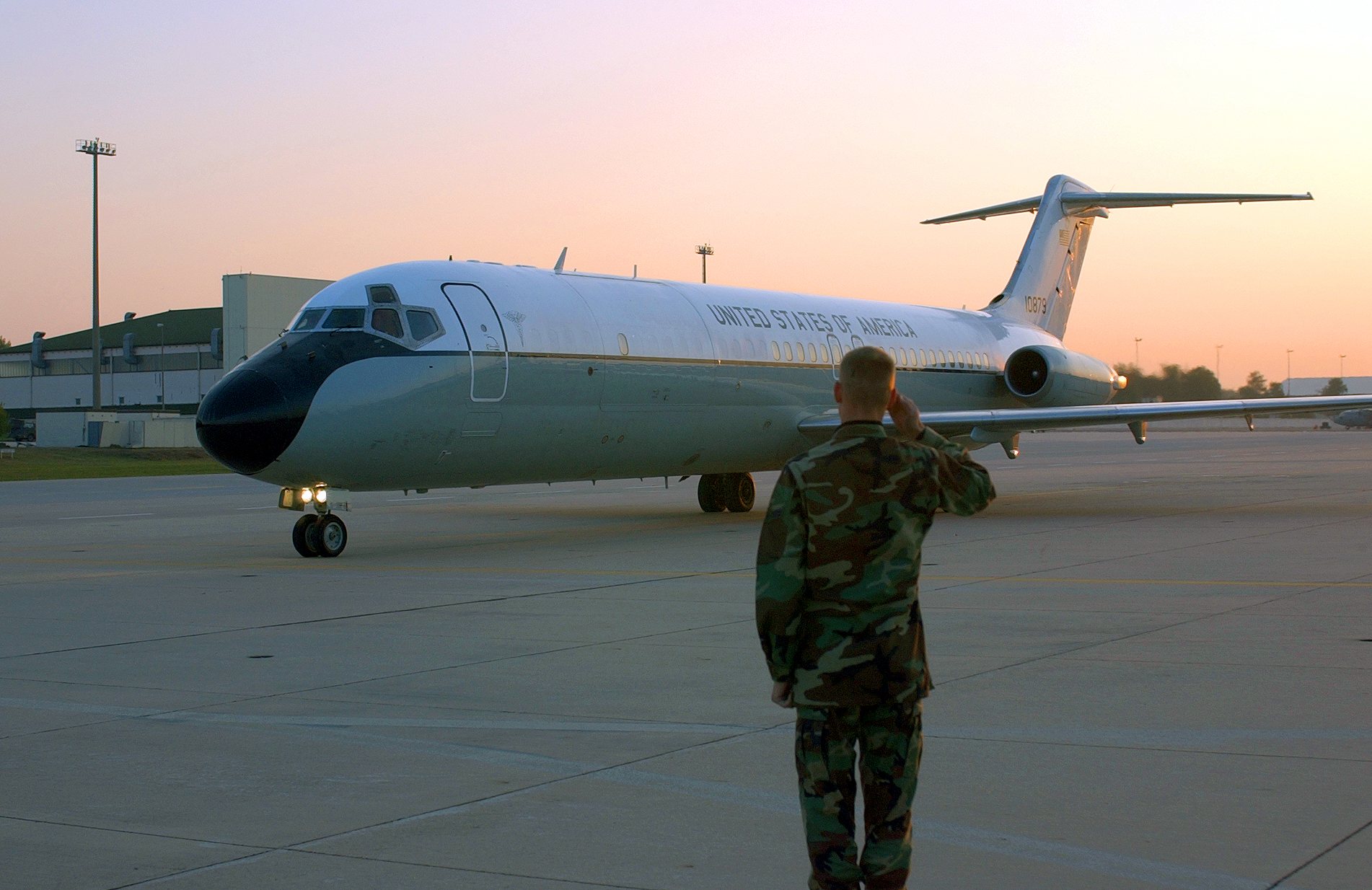
Départ de Ramstein AB du dernier C-9A du 75th AS.

Le 1er juillet 1993, le 55th Aeromedical Airlift Squadron de la 435th Airlift Wing se déplace de Rhein-Main Air Base vers Ramstein. Il est suivi des 75th Airlift Squadron et 76th Airlift Squadron.
Le 526th FS est dissous le 1er juillet 1994, ses personnels et F-16 étant transférés aux 555th Fighter Squadron à Aviano Air Base en Italie. Le 512th FS est dissous trois mois plus tard, le 1er octobre, pour former le 510th Fighter Squadron à Aviano AB. Le même jour, le 37th Airlift Squadron quitte Rhein-Main pour s'installer à Ramstein, et le 86th FW prend sa désignation actuelle de 86th Airlift Wing.
Le 86th Contingency Response Group est activé le 26 février 1999.

### Usage actuel

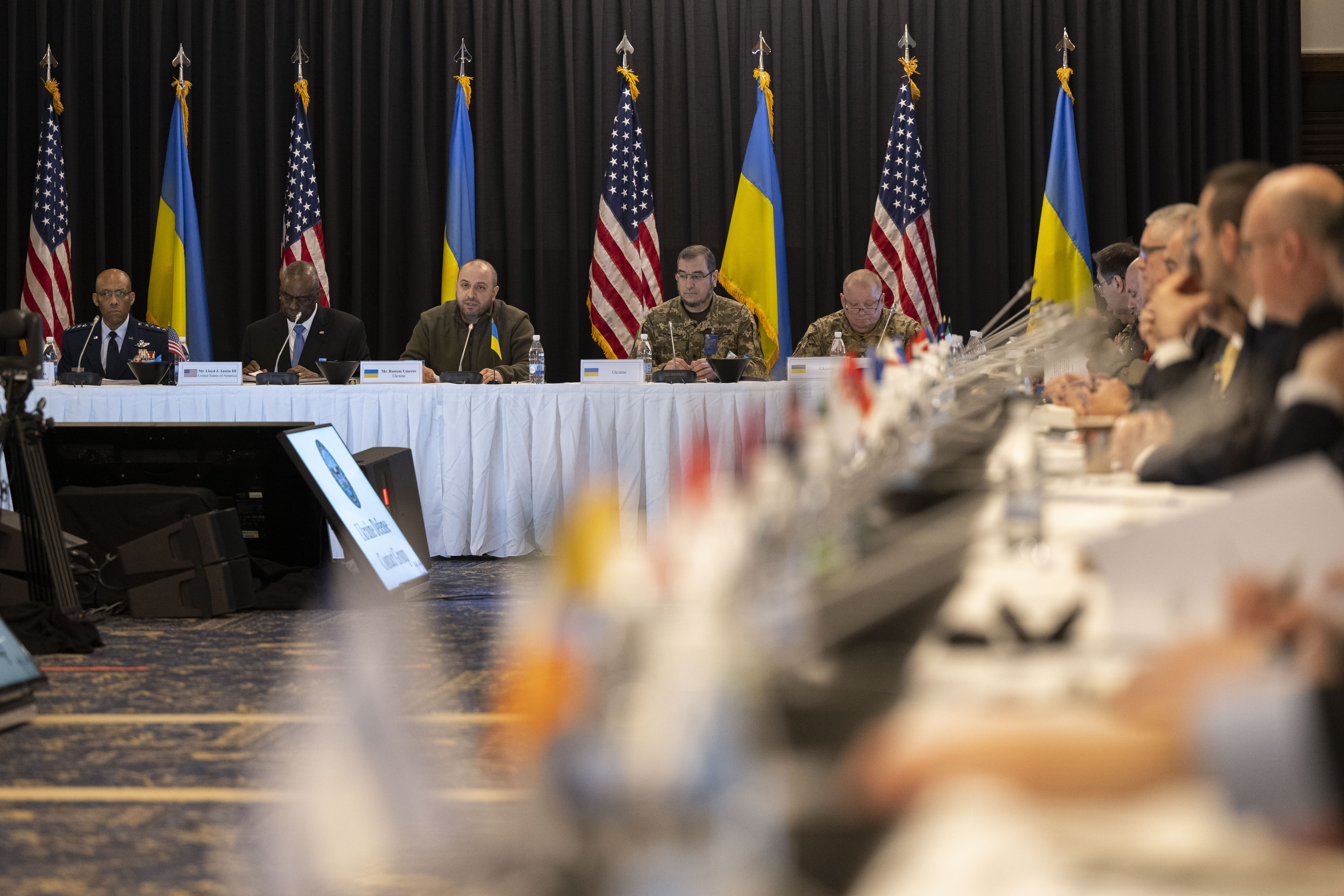
Réunion entre Roustem Oumierov et Lloyd Austin en mars 2024.

Elle sert, en 2022, lors de l'invasion de l'Ukraine par la Russie, au rassemblement des membres de l'OTAN et de ses alliées pour coordonner les réponses militaires, comme la livraison d'armes à l'Ukraine. Elle accueille régulièrement le Groupe de contact sur la défense de l'Ukraine.

## Liens externes

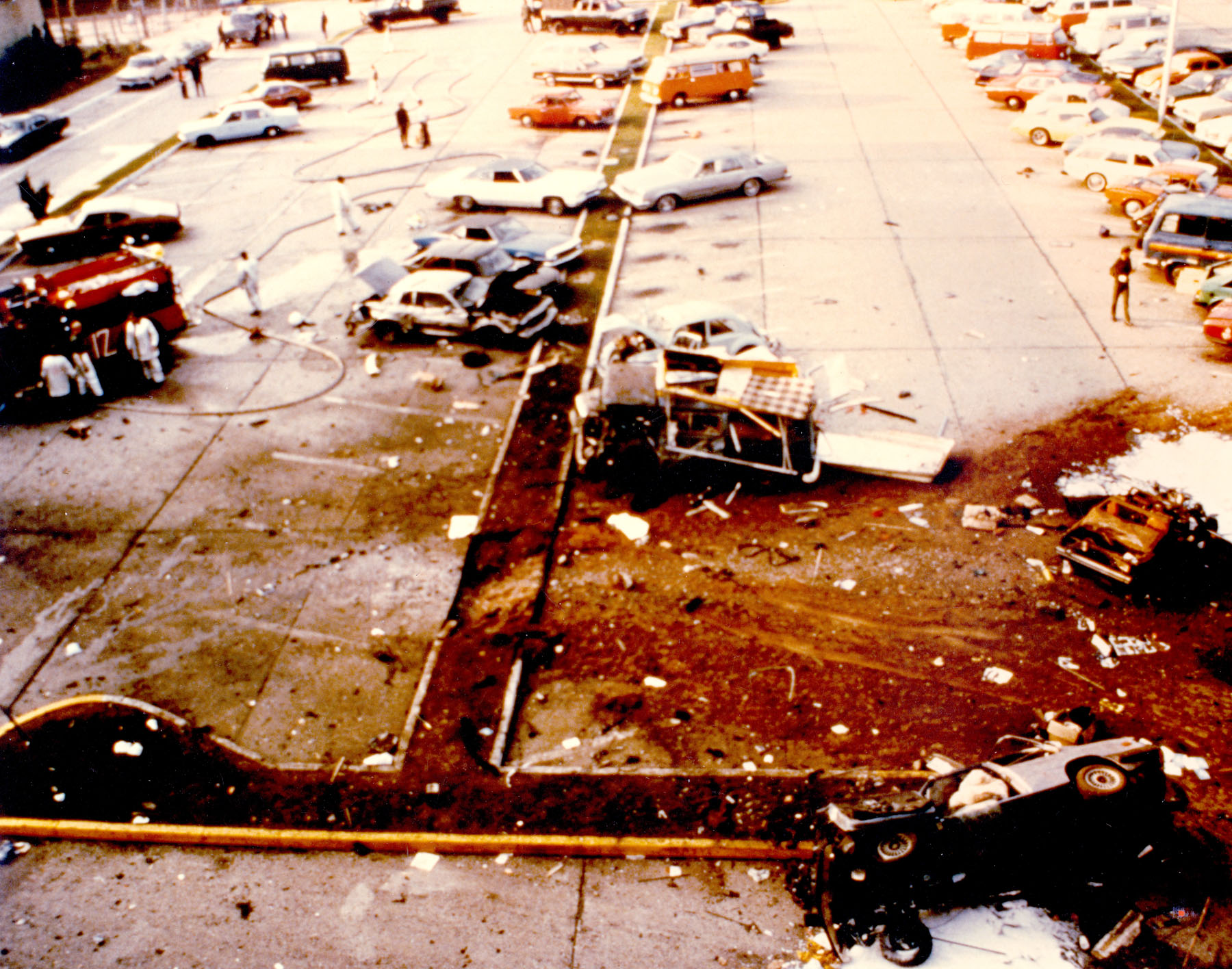
31 août 1981 : attaque du QG de l'US Air Force de la base aérienne de Ramstein par la Fraction armée rouge.

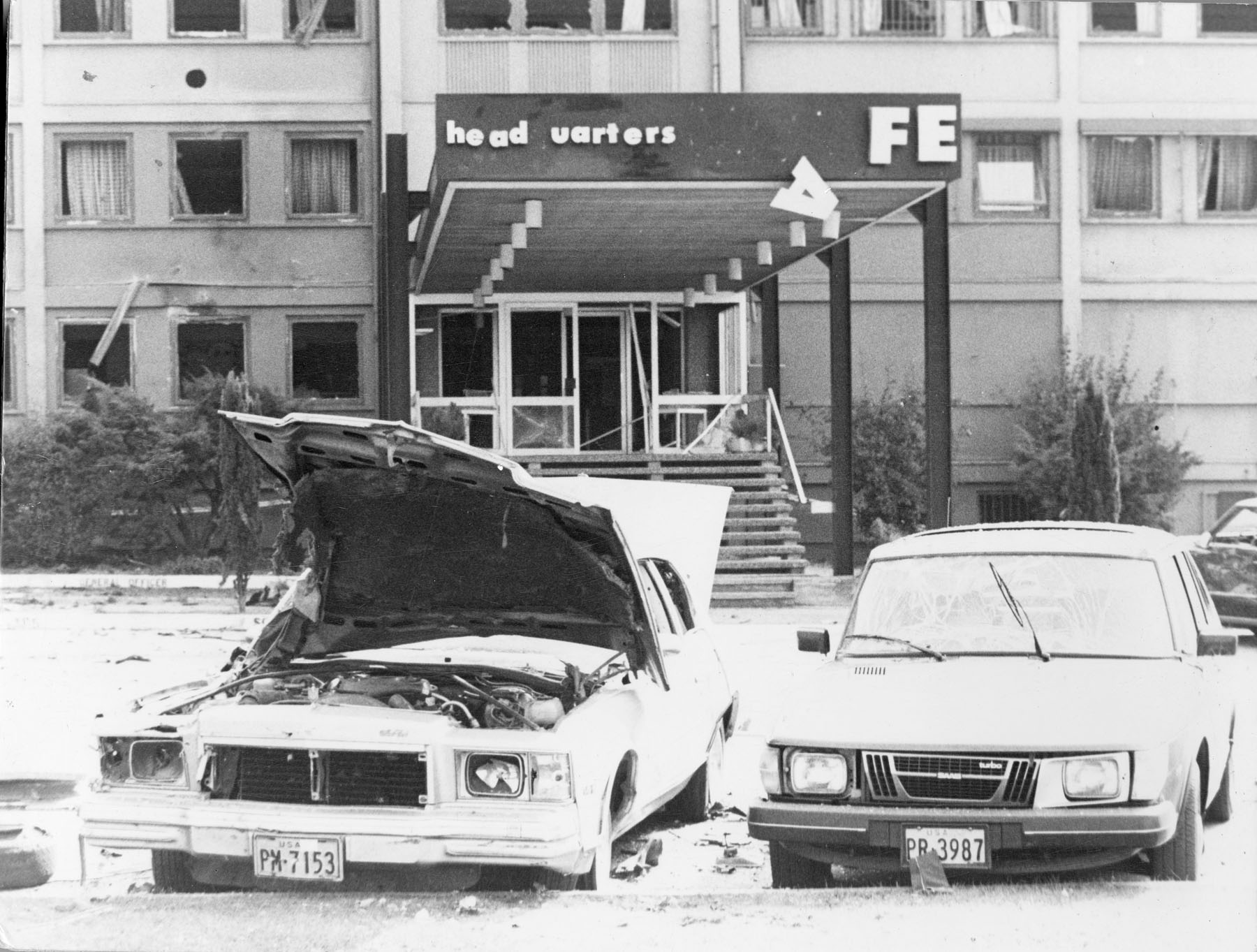
Autre photo de l'attaque du QG de l'US Air Force de la base aérienne de Ramstein.